# Maria Lenk
Maria Lenk   (São Paulo, 15 de gener de 1915 - Rio de Janeiro, 16 d'abril de 2007) va ser una nedadora brasilera, l'única dona del país en entrar en el Swimming Hall of Fame de Fort Lauderdale, Florida.
Maria Lenk va ser la primera nedadora brasilera en establir un rècord mundial i va donar al Flamengo diversos títols importants. És considerada una pionera de la natació moderna, ja que va ser la primera dona en competir en papallona, en els Jocs Olímpics d'Estiu de 1936 a Berlín, en una prova en estil braça.

## Trajectòria esportiva

Maria Lenk.

En la seva infantesa, Maria Lenk va patir una pneumònia doble. Un cop recuperada, els pares van trobar que la natació faria bé a la salut de la filla de deu anys. Com no hi havia piscines, la paulista va haver de donar les seves primeres braçades en el riu Tietê. El 1925, el riu no es trobava contaminat, com ara, i es permetia el bany recreatiu i la pràctica d'esports nàutics. De 1932 a 1935, va vèncer 4 vegades consecutives la competició femenina de la tradicional Travessia de São Paulo.
Als disset anys ja era una esportista de nivell internacional. Va ser la primera dona sud-americana en competir en els Jocs Olímpics, a Los Angeles 1932. Maria, juntament amb els altres 68 atletes de l'equip olímpic brasiler, van sufragar el cost del viatge transportant tones de cafè en la bodega del vaixell en el que viatjaven, que havien de vendre en les escales. «El que importava era el concepte de l'amateurisme. Jo vaig competir amb un uniforme prestat, que vaig haver de retornar en acabar les proves», recordava.
En els Jocs següents, els de Berlín 1936, va sorprendre nedant en estil papallona. L'any 1939, durant la preparació per la següent competició olímpica, va trencar dos rècords mundials individuals, en 200 m i 400 m braça. Esdevingué així la primera i única brasilera en aconseguir-ho. El rècord dels 400 metres braça (6:15.80) va ser registrat el dia 11 d'octubre d'aquell any en la piscina del Club de Regates Guanabara (Rio de Janeiro). Al novembre, Lenk va nedar els 200 metres en 2:56.90, en les mateixes instal·lacions.
Ella era la gran favorita per ser la primera brasilera en guanyar la medalla d'or olímpica en esports individuals, però els plans per disputar els Jocs de Tòquio 1940 van haver de ser interromputs per l'inici de la Segona Guerra Mundial. Tal fet només va ser realitzat 68 anys després, per la saltadora Maurren Maggi, en els Jocs Olímpics de Pequín.
De la delegació de nedadors sud-americans d'inicis dels anys 40, Lenk va ser l'única que va competir als Estats Units; on va batre dotze rècords d'aquell país i on va poder concloure els estudis d'educació física en la Universitat d'Illinois, a Springfield, abans de retirar-se de la competició l'any 1942. Aquell mateix any va ajudar a fundar l'Escola Nacional d'Educació Física de la Universitat del Brasil, actual Universitat Federal de Rio de Janeiro. Era també membre vitalício de la Societat Americana de Tècnics de Natació.
Encara manté diversos rècords mundials de masters, entrant al Saló de la Fama de la Federació Internacional de Natació (FINA) el 1988, quan va ser homenatjada com un dels deu millors nedadors master del món. En el campionat mundial de la categoria 85-90 anys, celebrat a Múnic l'agost de 2000, ella va obtenir cinc medalles d'or: 100 m braça, 200 m lliures, 200 m esquena, 200 m medley i 400 m lliures. En aquest torneig, ella va guanyar el malnom de "Mark Spitz de la tercera edat", una referència a les set medalles d'or que el nedador nord-americà va guanyar en els Jocs Olímpics d'Estiu de 1972, a la mateixa ciutat.
El 1986 va publicar l'autobiografia Braçadas e abraços. El 2003, després de tres anys d'investigacions, va llançar el llibre Longevidade e Esporte, on va mostrar els beneficis portats per la pràctica d'esport. Fins al final de la seva vida, nedava diàriament prop de 1.500 metres.

## Homenatges
En 1988, Maria Lenk va entrar a l'International Swimming Hall of Fame. Va ser la primera brasilera inclosa. El 2004 va rebre de mans del Comité Olímpic Brasiler el Trofeu Adhemar Ferreira da Silva, guardó que es troba dintre dels Premis Brasil Olímpic, pels serveis prestats a l'olimpisme al seu país.
L'alcaldia de Rio de Janeiro va donar el nom de Maria Lenk al Parc Aquàtic construït pels Jocs Panamericans de 2007, i que més tard seria seu dels Jocs Olímpics de Rio 2016. Les instal·lacions compten amb una piscina olímpica, una d'entrenament i una pels salts de trampolí.
La Confederació Brasilera d'Esports Aquàtics va rebatejar amb el seu nom el Trofeu Brasil de Natació. El 20 de juliol de 2022 va ser declarada Patrona de la Natació Brasilera, a través de la Llei núm. 14418/2022.

## Vida personal
Era filla d'immigrants alemanys, Paul i Rosa Lenk, que van arribar al Brasil el 1912, i germana de la també nedadora Sieglinde Zigler, i d'Ernesto Lenk, qui es va dedicar al bàsquet. Va tenir dos fills, Gilbert i Marlen.
Maria Lenk va ser un personatge també polèmic, pel seu fort caràcter, i era tinguda com una entrenadora excessivament rigorosa pels seus pupils i companys de professió. Va morir als 92 anys d'edat, a conseqüència de parada cardiorespiratória.